# Arthur Groves
Arthur Groves (27 tháng 9 năm 1907 – sau 1939) là một cầu thủ bóng đá người Anh thi đấu ở Football League cho Halifax Town, Blackburn Rovers, Derby County, Portsmouth, và Stockport County. Ông cũng thi đấu cho Atherstone Town. Ông sinh ra ở Killamarsh.
Con trai của ông, John Groves, từng thi đấu cho Luton Town và Bournemouth trong thập niên 1950 và 1960. Cháu của Arthur là vận động viên ném phi tiêu người Úc, Loz Ryder.